# Ратнасимха
Ратнасимха (или Равал Ратан Сингх) (Ратна-Симха, годы правления 1302—1303 гг.) — правитель Медапата (античное название Мевара). Медапат — раджпутское княжество на юге Раджастхана в Индии. Принадлежал к Равалской ветви династии Гухила, которая правила в форте Читракута (современный Читторгарх). Сын Самар Сингха, годы правления1273-1302. Равал Ратнам Сингх — последний правитель Равалской ветви. Согласно эпической поэме Падмават, был побежден Ала ад-Дин аль-Хильджи, который осаждал крепость в течение 8 месяцев.

## Восхождение
Ратнасимха стал преемником отца, Ратан Самар Сингх Кумбхкрана около 1302 года. Сведения о нем отражены в надписи в храме Дариба, в которой записан его дар в 16 драм (монет) храму. Надпись упоминает его титул как Махараджакула (Maharajakula).

## Падение княжества
28 марта 1303 г., Ала ад-Дин аль-Хильджи, мусульманский правитель Делийского султаната, вторгся и осадил Читтор, в княжестве Мевар. Осада длилась восемь месяцев. Защитники крепости оказали сильное сопротивление. Амир Хосров, ученый и придворный хронист Ала ад-Дин аль-Хильджи, сопровождавший его в этом походе, упоминает, что крепость была атакована дважды, и оба раза завоеватели потерпели поражение. Форт пал 26 августа 1303 года, Равал Ратан Сингх пал во время битвы. Ала ад-Дин приказал казнить около 30 тысяч индусов, защитников крепости.
Согласно легендам, одной из причин завоевания, является желание Ала ад-Дин аль-Хильджи заполучить Рани Падмини, также известную как Падмавати, жену Ратнамсинха. Чтобы не достаться врагам, женщины форта, во главе с Рани Падмини совершают обряд самосожжения джаухар. Мнения историков на этот счет разделяются.